# Châbles
Châbles (toponimo francese) è una frazione di 788 abitanti del comune svizzero di Cheyres-Châbles, nel Canton Friburgo (distretto della Broye).

## Geografia fisica
Châbles si affaccia sul Lago di Neuchâtel.

## Storia

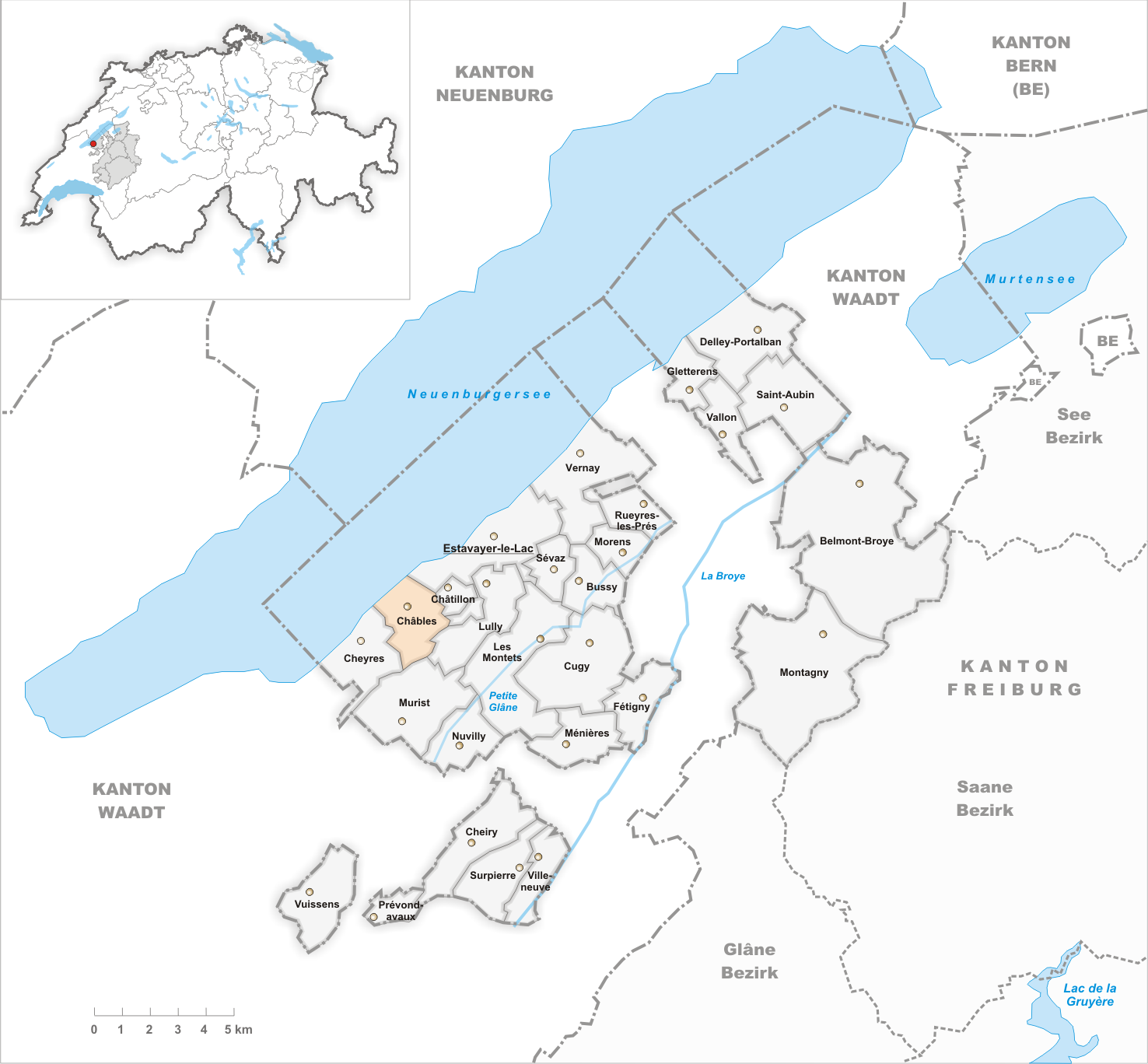
Il territorio del comune di Châbles prima degli accorpamenti comunali del 2017

Già comune autonomo istituito nel 1801 con la divisione del comune di Font-Châbles-Châtillon e che si estendeva per 4,80 km², il 1°gennaio 2017 è stato accorpato all'altro comune soppresso di Cheyres per formare il nuovo comune di Cheyres-Châbles.

## Monumenti e luoghi d'interesse

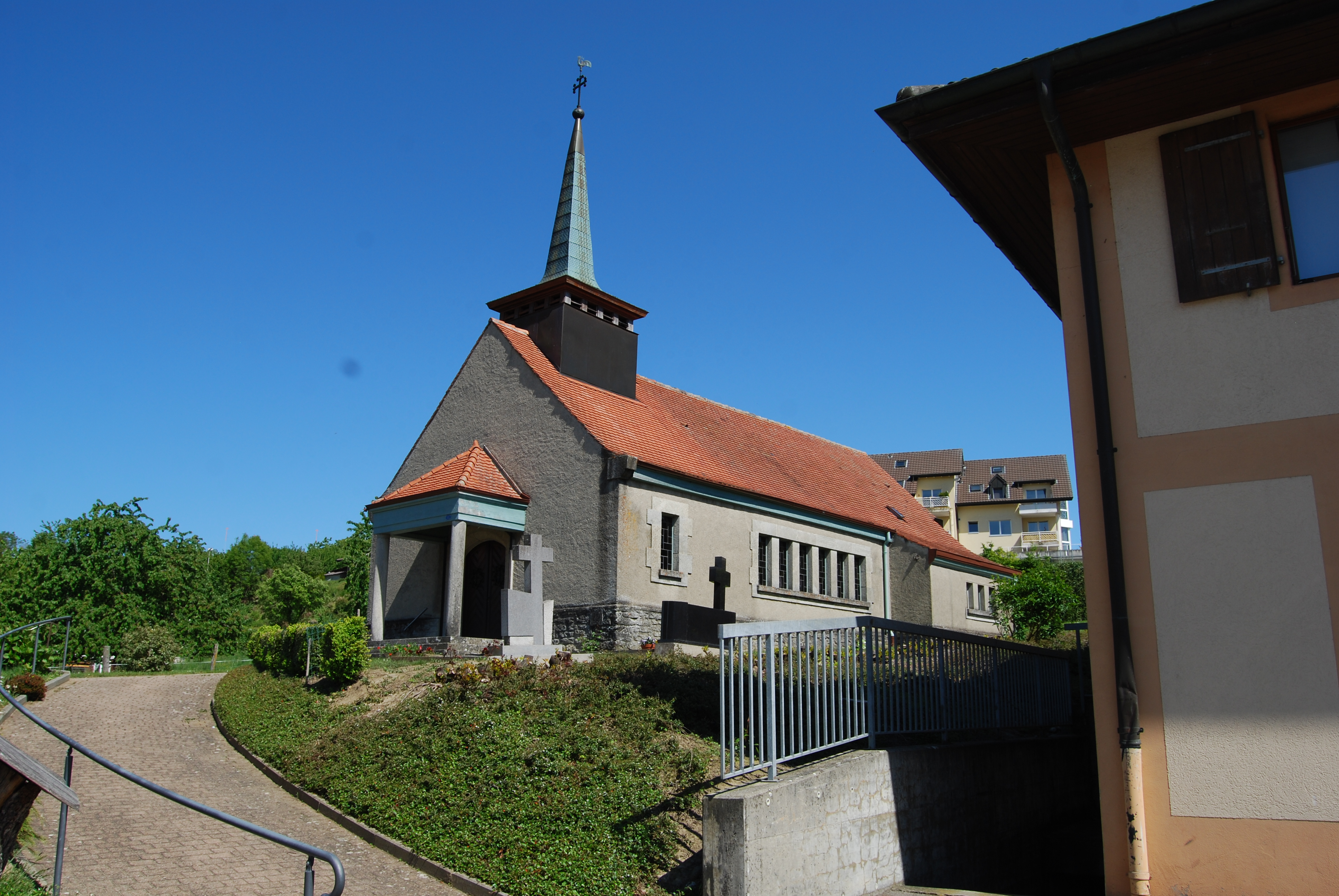
La chiesa cattolica

- Chiesa cattolica, eretta nel 1939[1].

## Società

### Evoluzione demografica
L'evoluzione demografica è riportata nella seguente tabella:
Abitanti censiti

## Amministrazione
Ogni famiglia originaria del luogo fa parte del comune patriziale che ha la responsabilità della manutenzione di ogni bene comune.